# Biggles v Indii
Biggles v Indii (v originále: Biggles Goes Home) je dobrodružná kniha od autora W. E. Johnse z roku 1960. V Česku byla vydána nakladatelstvím Toužimský & Moravec v Praze v roce 1998.

## Děj
James Bigglesworth (známý pod přezdívkou Biggles) byl generálem Raymondem pověřen, aby z Indie zachránil jistého muže jménem Poo Tah Ling. Ten společně se svým tibetským sluhou uprchl s Číny před komunisty, kteří se chtěli zmocnit jeho bohatství. Při svém útěku narazil v džungli na tábor kapitána Johna Toxana, který tam hledal rubíny a zde také podle všeho zůstal. Tento úkol byl Bigglesovi svěřen hlavně proto, že danou oblast dobře znal (viz Biggles v zemi Mauglího). Biggles se proto společně s Algym, Bertiem a Gingerem vydal tábor hledat. Základnu si založili u jednoho jezera, v jehož blízkosti se měl tábor nacházet. Po několika neúspěšných leteckých průzkumech je u jejich tábora navštívili dva Góndové, Bira Shah a Mata Dhin. Od nich se dozvěděli, že se v džungli pohybují čínští vojáci, kteří hledají pana Poo, a také že jeden muž z jejich vesnice jménem Ram Shan narazil v jedné úžlabině na Toxanův tábor. Biggles a Bertie se vydali do tábora si s ním promluvit, avšak nejdříve se museli vypořádat s místním lidožravým tygrem, který dlouho trápil místní vesničany. Zvítězili a díky tomu si u vesničanů a hlavně u Ram Shana získali podporu. Algy s Gingrem se po překvapivě klidném setkání s čínskými vojáky potkali s Mata Dhinem, který jim oznámil, že Biggles s Bertiem už míří za Toxanem. Mata Dhin se od Rama dozvěděl pozici Toxanova tábora, a tak se všichni tři společně vydali na letecký průzkum. Po nalezení tábora uviděli v úžlabině čínské vojáky a Ginger proto seskočil z letadla na padáku, aby Toxanovi s panem Poo pomohl. Krátce po jeho příchodu narazil na jednoho s Gurkhů jménem Hamid, který sloužil Toxanovi, a ten ho dovedl do jeho nového úkrytu. Zde Ginger ošetřil zraněného Toxana, který mu sdělil, že po přestřelce s Číňany se Poo se svým sluhou schoval do houštin. Ginger se hned vydal Poovi na pomoc a podařilo se mu ho z houštin osvobodit, avšak poté Gingera zasáhl silný nával pralesní horečky a on omdlel. Mezitím se do úžlabiny dostavilo další komando čínských vojáků, kteří se na noc usídlili v bývalém Toxanově táboře. To už ale do tábora dorazila Bigglesova skupina a Hamid, který si jejich příchodu všiml jako první, je zavedl za Toxanem. Poté, co mu Toxan popsal celý průběh událostí, nalezli Gingera v záchvatu horečky. Podali mu lék a vrátili se s ním do Toxanova úkrytu. Hned druhý den ráno se vydali hledat pana Poo s Tibeťanem, kterým se nepodařilo dostat do Toxanova úkrytu. Nad táborem mezitím provedl Algy letecký průzkum. Kvůli nedostatku zásob poslal Biggles Bira s dalším Góndem k jezeru a krátce po jejich odchodu se jim podařilo ukrást a schovat neopatrným Číňanům jejich výstroj. Číňané toho dne zavraždili Tibeťana a zajali pana Poo, avšak ještě té noci ho Hamid dokázal osvobodit. Dalšího rána Číňané odešli a pan Poo se Bigglesovi svěřil, že svůj náklad nefritů uložených v pytli, který si s sebou nesl z domova, uschoval u jedné skály nedaleko od tábora. Ačkoliv momentálně neměli co na práci, vydali se Biggles s Bertiem ho hledat a po jeho nálezu se vrátili. Do tábora již dorazili zásoby a tak se všichni hned vydali na cestu zpět k jezeru. Ke svému zděšení však nalezli u jezera Číňany, kteří se snažili dorozumět s Algym. Biggles však situaci vyřešil tím, že v poklidu za nimi přišel, nevědomým vojákům podal nějaké jídlo a společně s Algym přemístili letadlo na opačný břeh, kde naložili ostatní. Zde se v poklidu rozloučili z domorodci a s Toxanem a Pooem odlétli do Dillí. Toxana, který přenechal Bigglesovi svoji sbírku rubínů v jeho opatrovnictví, zde dopravili do nemocnice. Po návratu do Anglie předal Biggles nefritové sošky s rubíny k ohodnocení a poté o celé akci informoval generála Raymonda.

## Hlavní postavy
- James "Biggles" Bigglesworth
- Algernon "Algy" Lacey
- Ginger Hebblethwaite
- Bertram "Bertie" Lissie
- kapitán John Toxan
- Poo Tah Ling
- Tibetský sluha
- Góndové - Bira Shah, Mata Dhin a Ram Shan
- válečník Hamid Khan
- Čínští vojáci
- generál Raymond

## Letadla
- hydroplán typu Gadfly